# Campo de juego de pelota mesoamericano

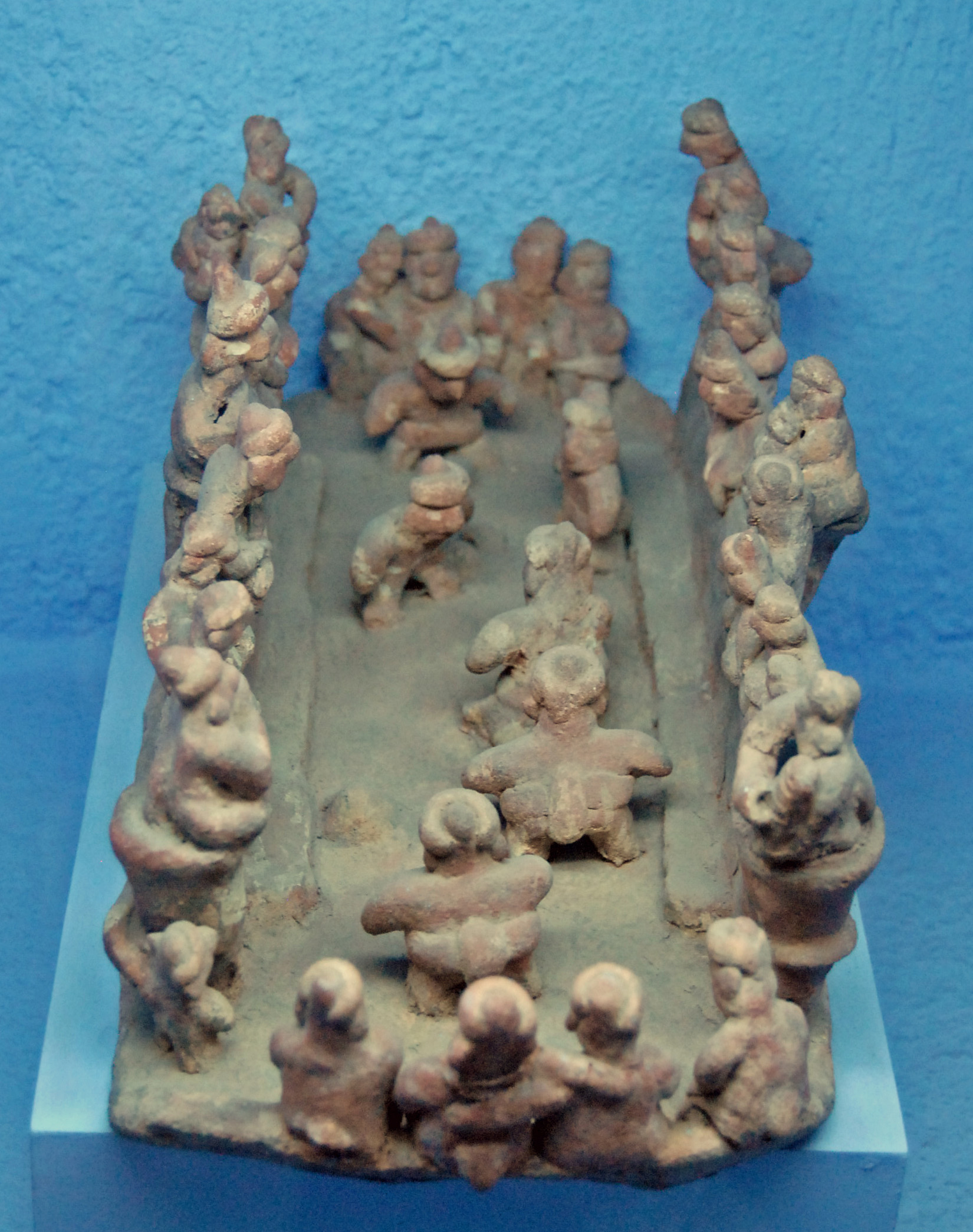
Escultura de cerámica de una tumba del oeste de México que muestra a jugadores participando en el juego de pelota mesoamericano

Un campo de juego de pelota mesoamericano (en náhuatl: tlachtli) es una gran estructura de mampostería utilizada en Mesoamérica durante más de 2.700 años para jugar al juego de pelota, particularmente la versión de pelota impulsada con la cadera. Se han identificado más de 1.300 campos de juego.  Aunque hay una enorme variación en tamaño, en general todos los campos de pelota tienen la misma forma: un callejón largo y angosto flanqueado por dos paredes con caras horizontales, verticales e inclinadas. Aunque los pasillos de los primeros campos de juego de pelota eran abiertos, los  posteriores tenían zonas de anotación cerradas, lo que le da a la estructura una forma de  cuando se ve desde arriba.
Los campos de juego también se utilizaban para funciones distintas o adicionales al juego de pelota. Las cerámicas del oeste de México muestran canchas de pelota que se utilizaban para otras actividades deportivas, incluido lo que parece ser un combate de lucha libre.También se sabe a partir de excavaciones arqueológicas que los campos de juego de pelota eran el lugar de suntuosas fiestas, aunque todavía no se sabe si estas se llevaban a cabo en el contexto del juego de pelota o como otro evento completamente diferente. La ubicación de los campos de juego de pelota más destacados dentro de los recintos sagrados de ciudades y pueblos, así como los depósitos votivos encontrados enterrados allí, demuestran que eran lugares de espectáculo y ritual.

## Distribución
Aunque se encuentran campos de juego de pelota en la mayoría de los sitios mesoamericanos, no están distribuidos de manera uniforme a lo largo del tiempo o la geografía. Por ejemplo, el sitio del Clásico Tardío de El Tajín, la ciudad más grande de la cultura clásica veracruzana obsesionada con el juego de pelota, tiene al menos 18 campos de juego de pelota, mientras que Cantona, un sitio contemporáneo cercano, establece el récord con 24. En contraste, el norte de Chiapas  y las tierras bajas mayas del norte tienen relativamente pocas canchas de pelota, y las mismos están notoriamente ausentes en algunos sitios importantes, incluyendo Teotihuacan, Bonampak y Tortuguero.
Inicialmente se pensó que el juego de pelota se originó en las tierras bajas costeras, pero se descubrió un campo de juego en Etlatongo, en las montañas del sur de México, que data del año 1374 a. C. 

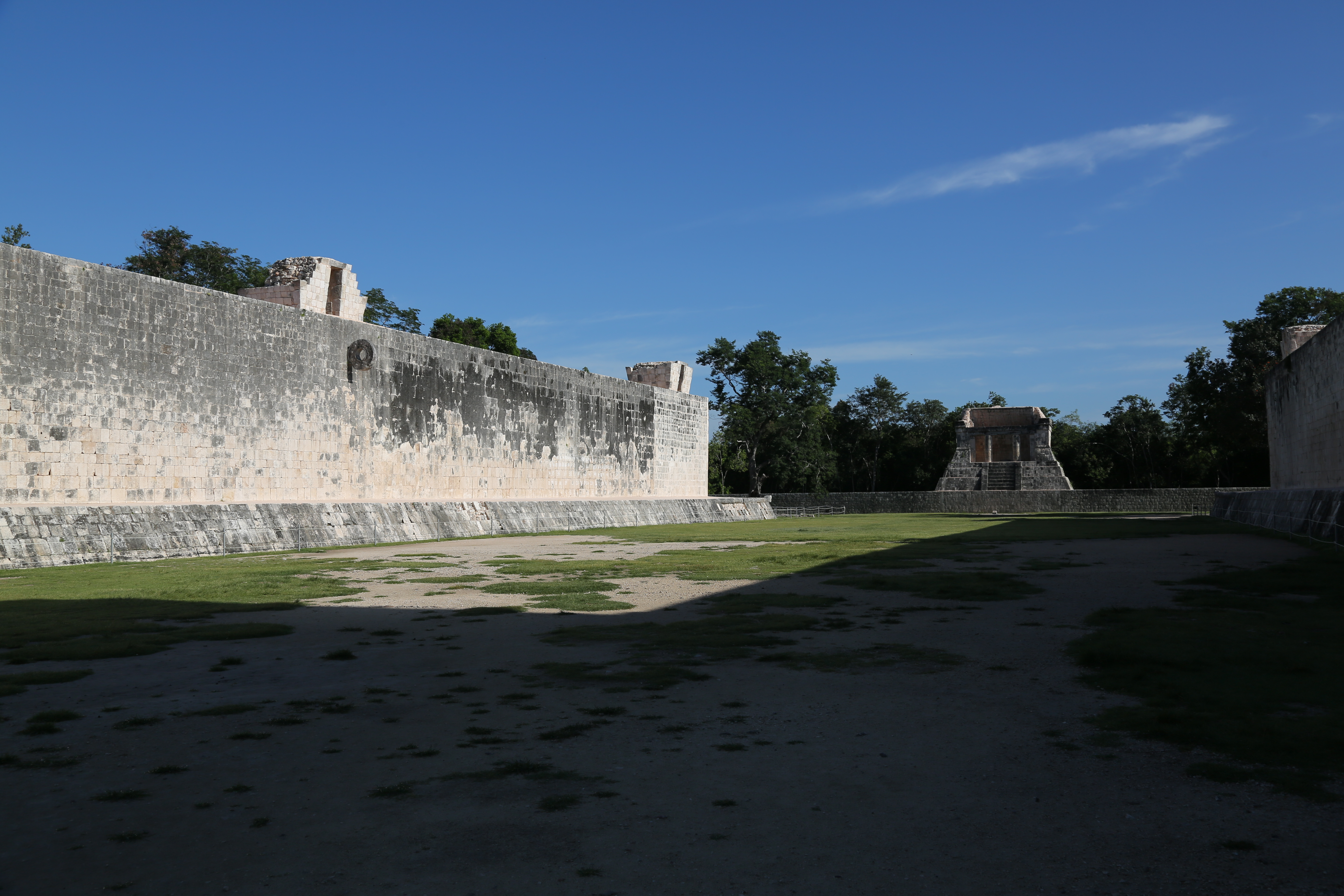
Cancha de pelota en Chichén Itzá
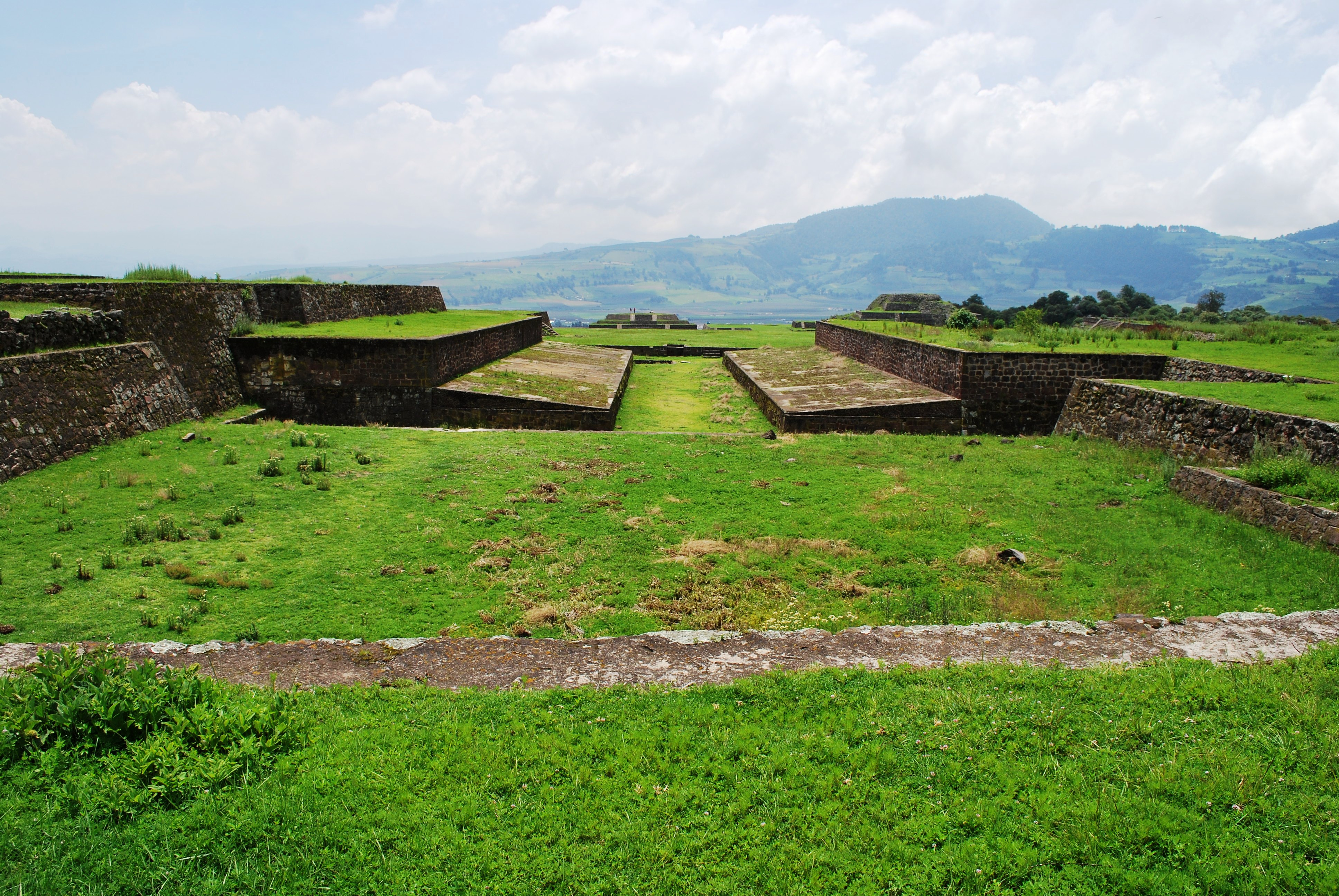
Cancha de pelota en Teotenango
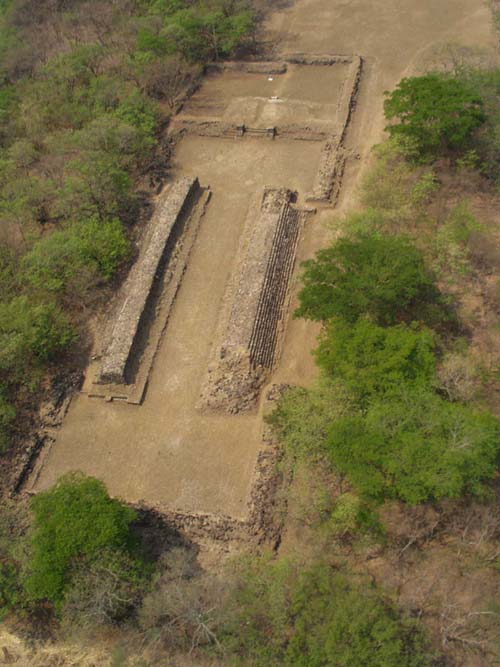
Clásica cancha de pelota en forma de   en Cihuatan, El Salvador
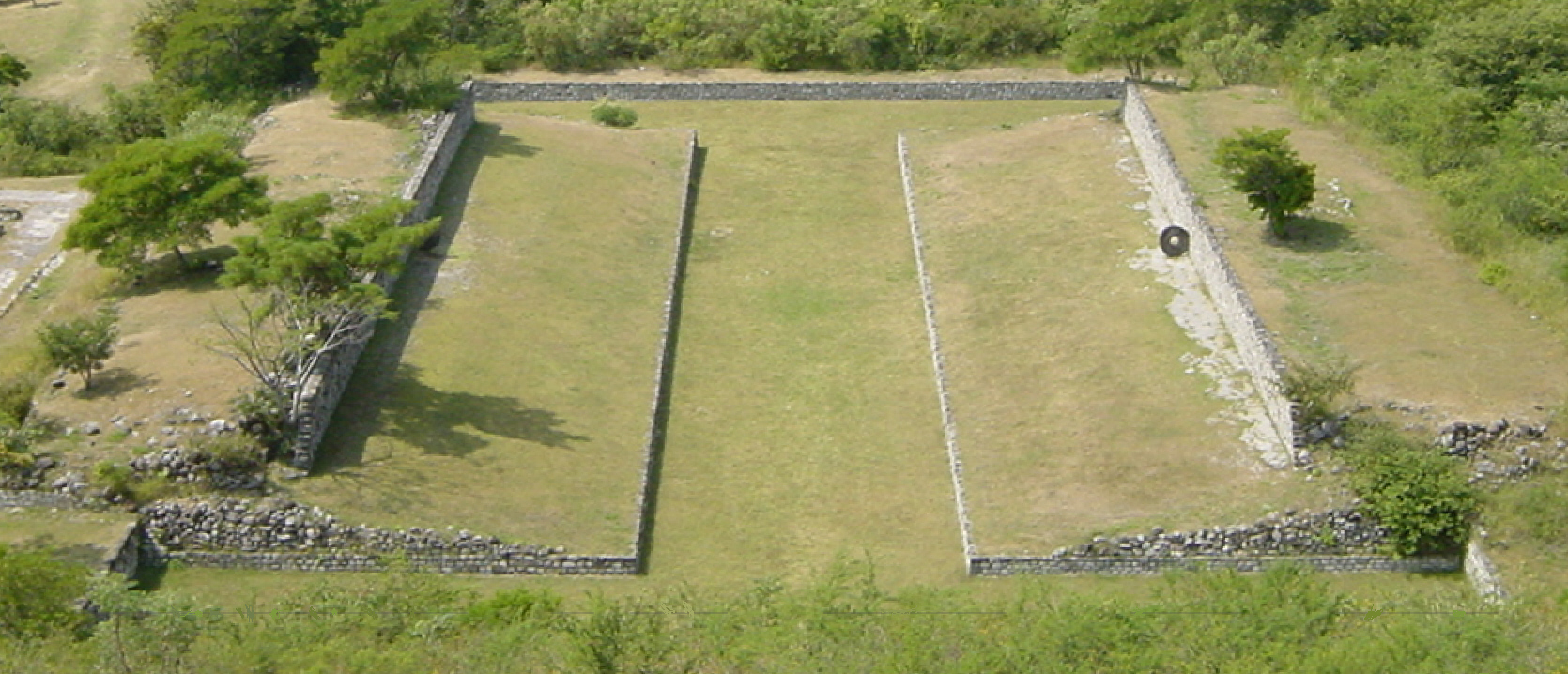
Una de las canchas de pelota de Xochicalco. Nótese la característica forma en  , así como los anillos colocados sobre el proscenio en el centro de la cancha. El sol poniente del equinoccio brilla a través del anillo.
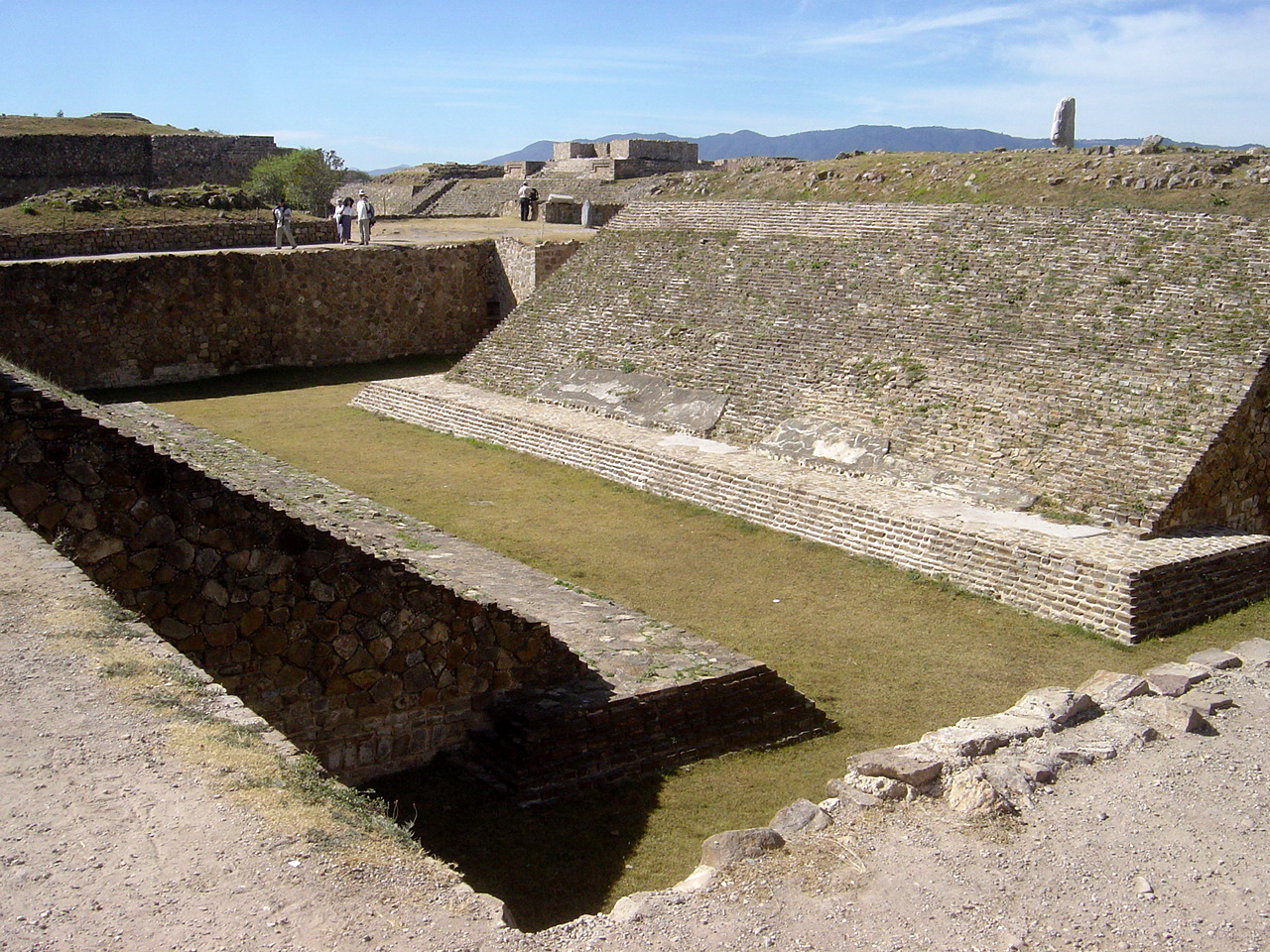
Cancha de pelota en Monte Albán

## Tamaño y forma
Los campos de pelota varían considerablemente en tamaño. Uno de los más pequeños, en el sitio de Tikal, tiene sólo una sexta parte del tamaño del campo de  de Chichén Itzá. A pesar de la variación en tamaño, los pasillos son generalmente de la misma forma, con una relación promedio de largo a ancho de 4 a 1, aunque se encuentran algunas variaciones regionales: el centro de México, por ejemplo, tiene pasillos ligeramente más largos, y las tierras bajas del norte maya ligeramente más anchas.
A continuación se presenta una comparación del tamaño de varios campos de pelota conocidos.
| Sitio        | Cultura          | longitud (metros) | ancho (metros) | relación largo/ancho |
| ------------ | ---------------- | ----------------- | -------------- | -------------------- |
| Xochicalco   | Xochicalco       | 51                | 9              | 5.7                  |
| Monte Albán  | Zapoteca         | 26                | 5              | 5.2                  |
| El Tajín     | Veracruz clásico | 126               | 25             | 5.1                  |
| Chichén Itzá | Maya             | 96                | 30.4           | 3.2                  |
| Tikal        | Naya             | 16                | 5              | 3.2                  |
| Yaxchilán II | Maya             | 18                | 5              | 3.6                  |
| Tula         | Tolteca          | 41                | 10             | 4.1                  |

### Evolución
Las primeras canchas de pelota eran, sin duda, áreas delimitadas temporalmente de tierra compactada, muy similares a las que se usaban para practicar al moderno juego ulama, el descendiente del juego de pelota mesoamericano.

Terminología del juego de pelota. No todos los campos de pelota tienen todas estas superficies.

Paso de la Amada, Soconusco, a lo largo de la costa del Pacífico, cuenta con el campo de juego de pelota más antiguo identificado hasta ahora, que data de aproximadamente 1400 a. C.  Este estrecho campo tiene un ancho de 80 x 8 m (262,5 x 26,2 pies) y un callejón plano definido por dos montículos de tierra flanqueados por "bancos" que recorren su longitud.
Hacia el Clásico Temprano, los diseños de los campos de pelota comenzaron a incluir un par de montículos adicionales ubicados a cierta distancia más allá de los extremos del callejón, como para evitar que las bolas errantes rodaran demasiado lejos. Para el Clásico Terminal, las zonas de anotación de muchos campos estaban cerradas, creando la conocida forma .
La evolución de los campos es, por supuesto, más compleja de lo que sugiere lo anterior, y con más de 1300 campos conocidos, hay excepciones a cualquier generalización.
- Se continuaron construyendo canchas de pelota abiertas (es decir, sin zonas de anotación) en el Clásico Terminal[N 3] y en sitios más pequeños.
- Algunas canchas de pelota tienen solo una zona de anotación cerrada (la llamada forma de T), mientras que las zonas de anotación de algunas canchas de pelota tienen diferentes profundidades.[11]
- Durante el Período Formativo, algunas canchas de pelota cerradas eran completamente rectangulares, sin zonas de anotación.[N 4]  Una de estas canchas, en La Lagunita, en la tierra alta de Guatemala, presenta paredes laterales redondeadas.

Secciones transversales de algunos de los juegos de pelota más típicos. Jacinto Quirarte ha clasificado a Copán, Uxmal y Xochicalco como Tipo I, Monte Albán como Tipo II, Chichén Itzá como Tipo III y Toluquilla como Tipo IV.

### Paredes y superficies
A diferencia de la tierra compactada del callejón de juego, las paredes laterales de las canchas de pelota formales estaban revestidas con bloques de piedra. Estos muros presentaban tres o más superficies horizontales e inclinadas. Las superficies verticales son menos comunes, pero comienzan a reemplazar el delantal inclinado durante la era Clásica, y son una característica de varios de los juegos de pelota más grandes y conocidos, incluido el Gran Juego de Pelota en Chichén Itzá y los Juegos de Pelota Norte y Sur en El Tajín. Allí las superficies verticales estaban cubiertas de elaborados relieves que mostraban escenas, particularmente escenas de sacrificio, relacionadas con el juego de pelota.

### Orientación
La mayoría de los juegos de pelota más importantes formaban parte del recinto monumental central de su ciudad o pueblo y, como tales, comparten la orientación de las pirámides y otras estructuras allí. Dado que muchas ciudades y pueblos mesoamericanos estaban orientados unos pocos grados al este del norte (aproximadamente 15° al este del norte), no es sorprendente encontrar que en el Valle de Oaxaca, por ejemplo, las orientaciones del juego de pelota también tienden a ser unos pocos grados al este del norte, o en ángulos rectos con éste.
Aparte de esta tendencia general, no se ha encontrado una orientación consistente de los juegos de pelota en toda Mesoamérica,  aunque sí surgen algunos patrones a nivel regional. En la región de Cotzumalhuapa, por ejemplo, las canchas de pelota abiertas con orientación norte-sur fueron anteriores a las canchas cerradas con orientación este-oeste.

## Anillos, marcadores y otras funciones

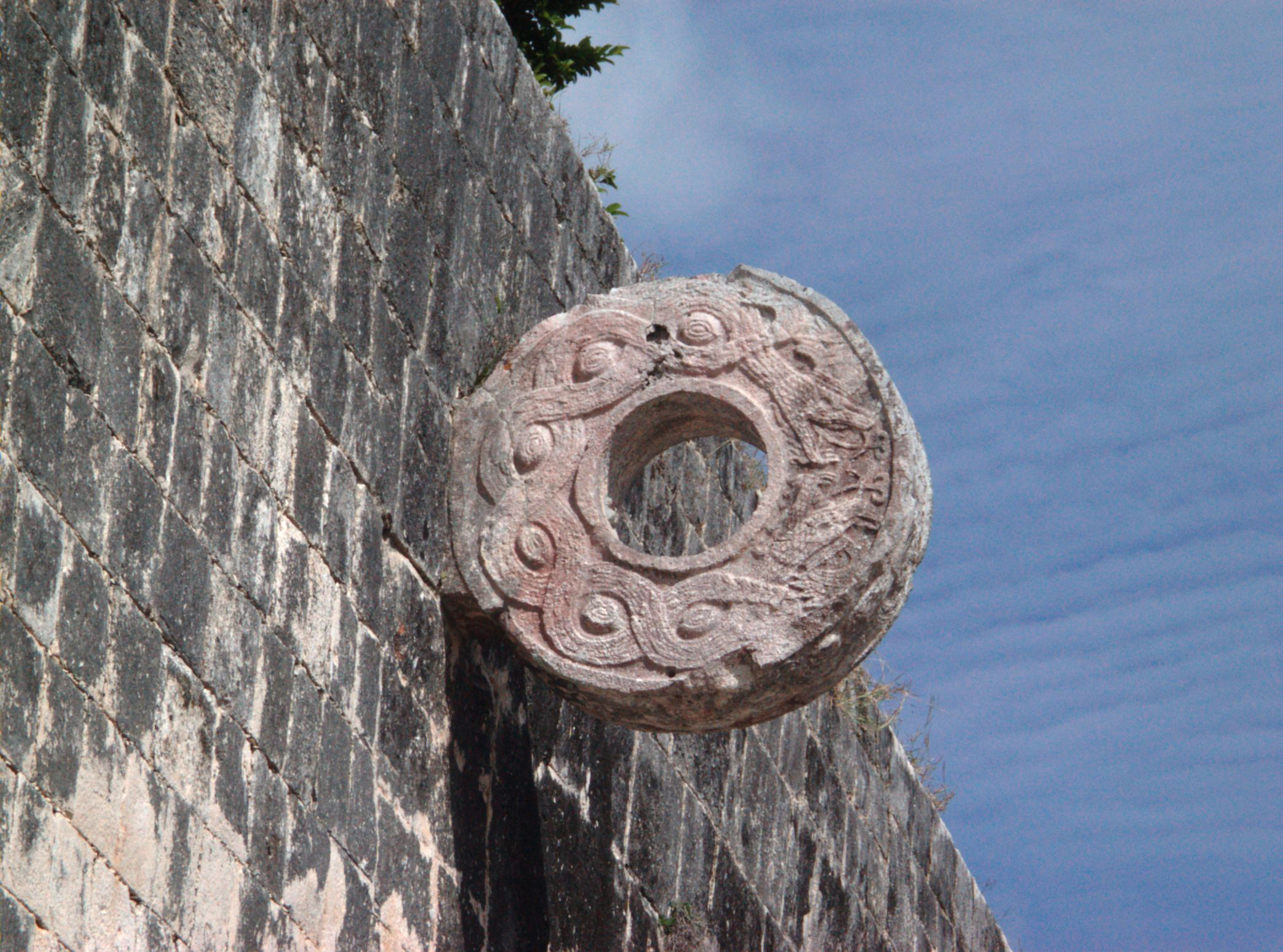
Un anillo en Chichén Itzá. Este anillo estaba situado a unos por encima del área de juego, lo que hacía extremadamente difícil pasar la pesada bola a través del agujero.

Los anillos de piedra, clavados en la pared a mitad de la cancha, aparecieron en la era del Clásico Terminal. En realidad, enviar una pelota a través del aro debe haber sido algo infrecuente. Los jugadores no podían usar las manos ni los pies para guiar la pelota. Además, los anillos eran apenas un poco más grandes que la propia pelota y estaban situados a una distancia no pequeña de la zona de juego. En Chichén Itzá, por ejemplo, se colocaron a 6 metros por encima del callejón, mientras que en Xochicalco se colocaron en lo alto de un delantal de 11 metros de ancho, a 3 metros por encima del callejón de juego (ver foto principal).
Como se muestra en los códices aztecas, en muchas canchas de pelota también se usaban marcadores de cancha para establecer la línea divisoria entre los equipos: uno colocado en el piso del callejón de juego exactamente en el medio de la cancha, los otros dos colocados contra cada pared lateral. Sin embargo, dicha colocación no es universal. Dos antiguos modelos de canchas de pelota de cerámica recuperados del oeste de México muestran los tres marcadores colocados a lo largo de la cancha: uno (nuevamente) exactamente en el medio de la cancha y el par restante colocado a mitad de camino entre las paredes en cada extremo del callejón de juego.  Los marcadores del juego de pelota en Copán también están dispuestos de esta manera. La cancha de Monte Albán, por su parte, sólo tiene un marcador, colocado exactamente en el centro de la misma.

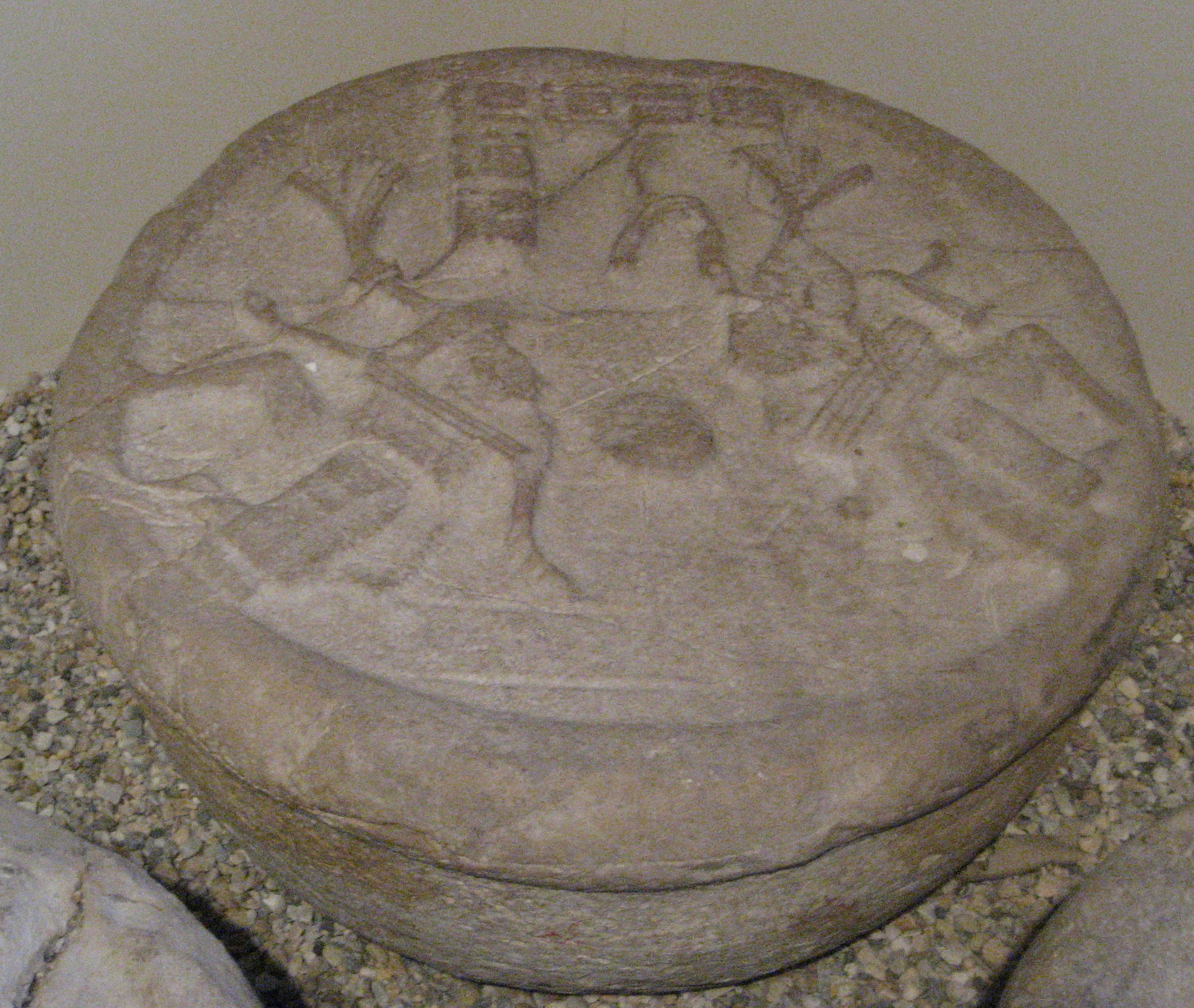
Marcador de cancha del sitio maya de Lubaantún que muestra a dos jugadores voleando. Obsérvese la parte inferior redondeada que ancla el marcador al suelo.

Estos marcadores de cancha hundidos son casi invariablemente redondos y generalmente están decorados con escenas o iconografía relacionadas con el juego. Se colocaron otros marcadores en las paredes del campo. Muchos investigadores también han propuesto que objetos móviles sobre el suelo, por ejemplo hachas de piedra, también se usaban como marcadores.
Varias esculturas, estelas y otros trabajos en piedra también eran componentes importantes del juego de pelota. En la cancha de pelota más grande de Toniná, por ejemplo, seis esculturas de cautivos boca abajo sobresalen del delantal, un par en el centro del patio y un par en cada uno de los extremos de la cornisa. Desafortunadamente, los anillos, marcadores y esculturas son más portátiles y más propensos a ser removidos o destruidos que la infraestructura permanente del campo de pelota, y en algunos campos de pelota estas características se han perdido para siempre.

## Escaleras mayas

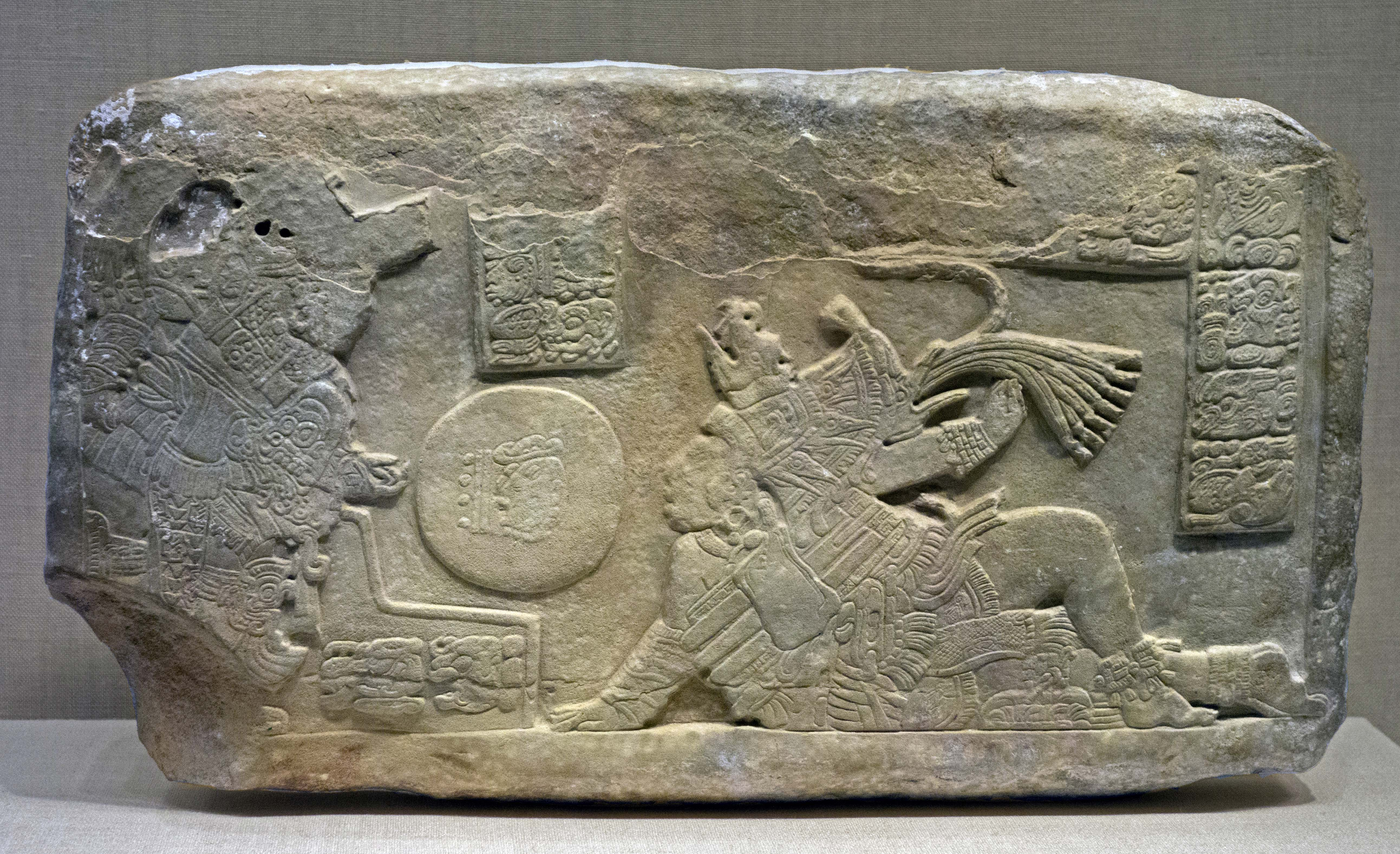
Parte de una escalera de piedra maya, ca. 700 - 900 d. C. Con una escalera como fondo, dos nobles juegan con una pelota exageradamente grande, tal vez simbólica. La figura de la izquierda es visible solo parcialmente debido a los daños en la piedra. Altura: 25,1 cm; longitud: 43,2 cm

Muchas –o incluso la mayoría– de las representaciones mayas de juegos de pelota se muestran con un fondo de escaleras. Por otra parte, las escaleras mayas ocasionalmente presentan relieves de escenas de juegos de pelota o glifos relacionados con ellos en sus contrahuellas. Las más famosas de ellas son las Escaleras Jeroglíficas de la Estructura 33 en Yaxchilán, donde 11 de los 13 escalones presentan escenas relacionadas con el juego de pelota. En estas escenas, parece como si los jugadores en realidad estuvieran jugando la pelota contra las escaleras en lo que parecería ser una versión maya del stoop ball.
La asociación entre las escaleras y el juego de pelota no se entiende bien. Linda Schele y Mary Miller proponen que las representaciones registran eventos históricos y, en particular, una "forma de juego... distinta del juego que se practicaba en las canchas", una que "probablemente siguió inmediatamente después en los escalones adyacentes a las canchas de pelota". Otros investigadores se muestran escépticos. Marvin Cohodas, por ejemplo, propone que las "escaleras" son en realidad plataformas escalonadas asociadas con sacrificios humanos,  mientras que Carolyn Tate ve las escenas de las escaleras de Yaxchilán como "el segmento del inframundo de un cosmograma ".

## Galería

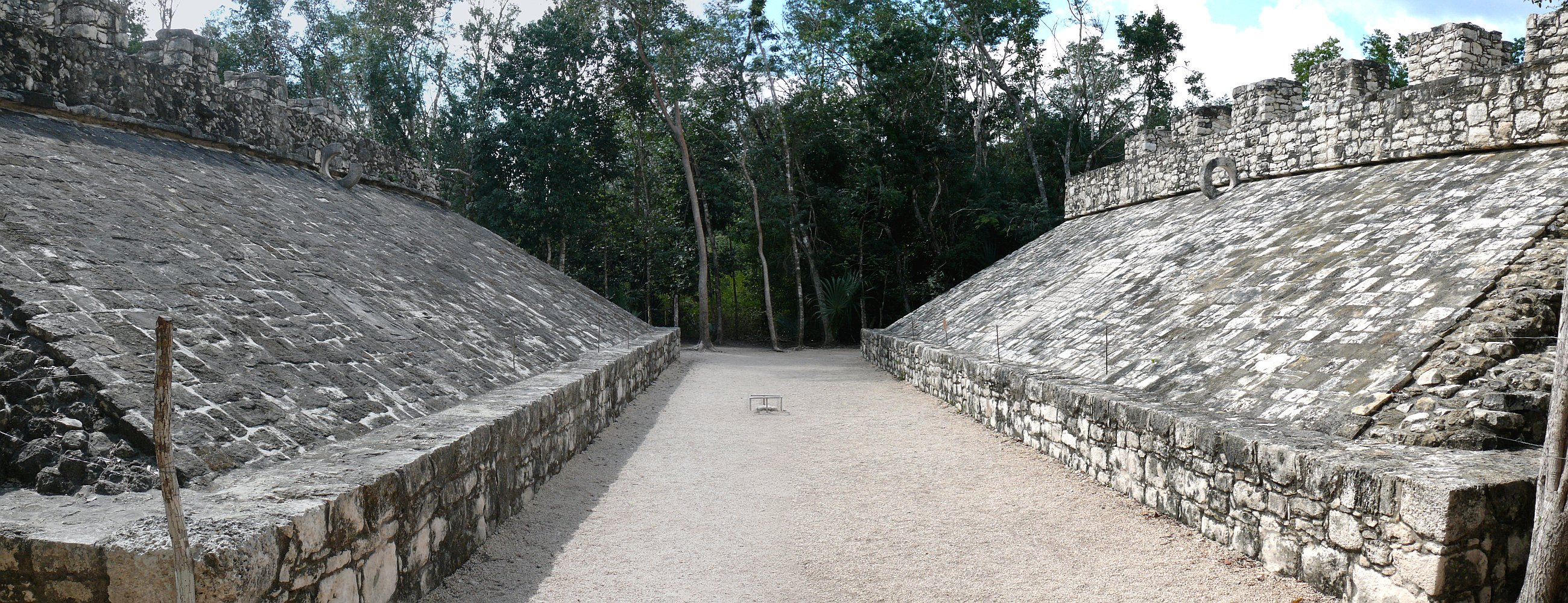
Una de las dos canchas de pelota en Cobá
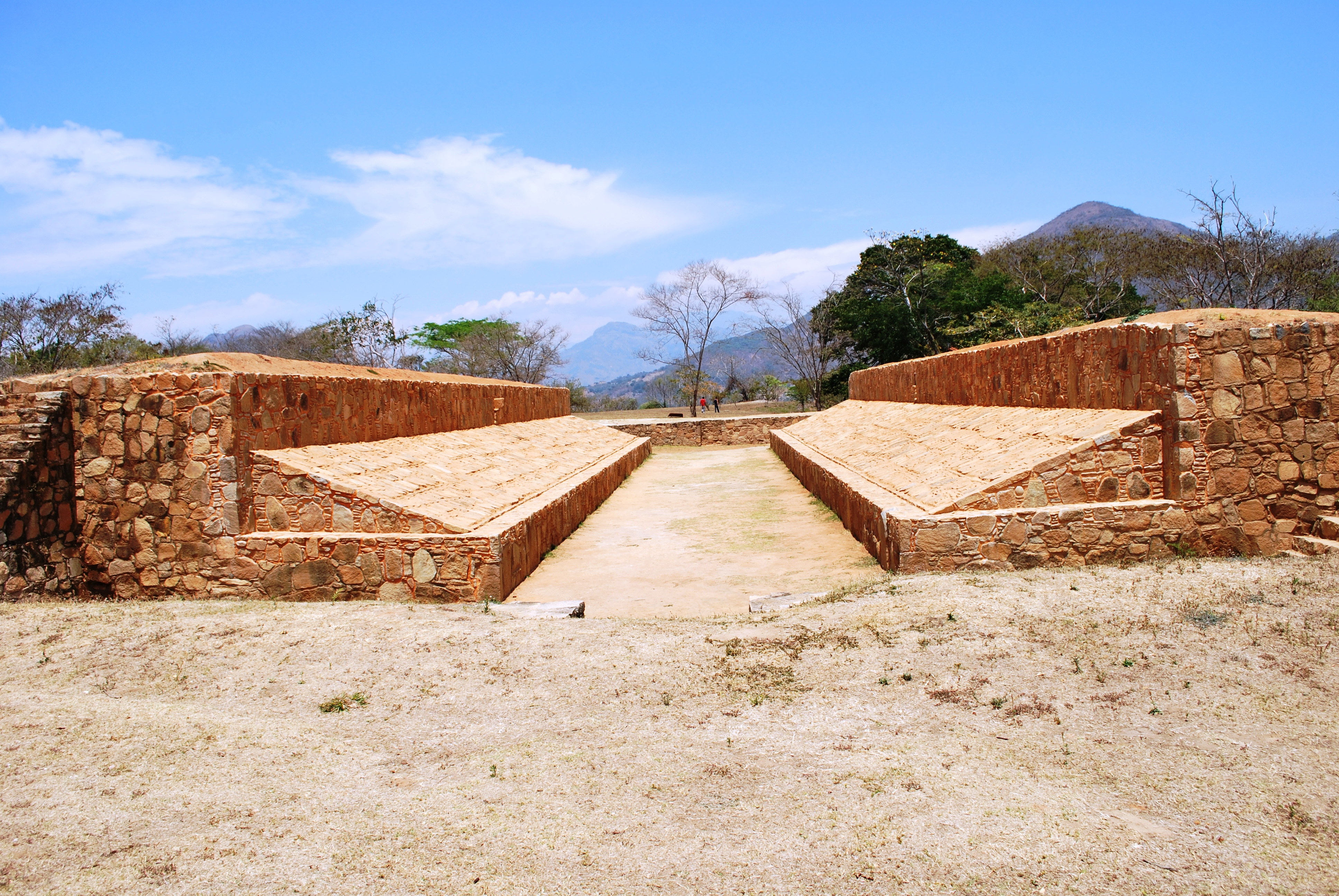
La cancha de pelota de Tehuacalco
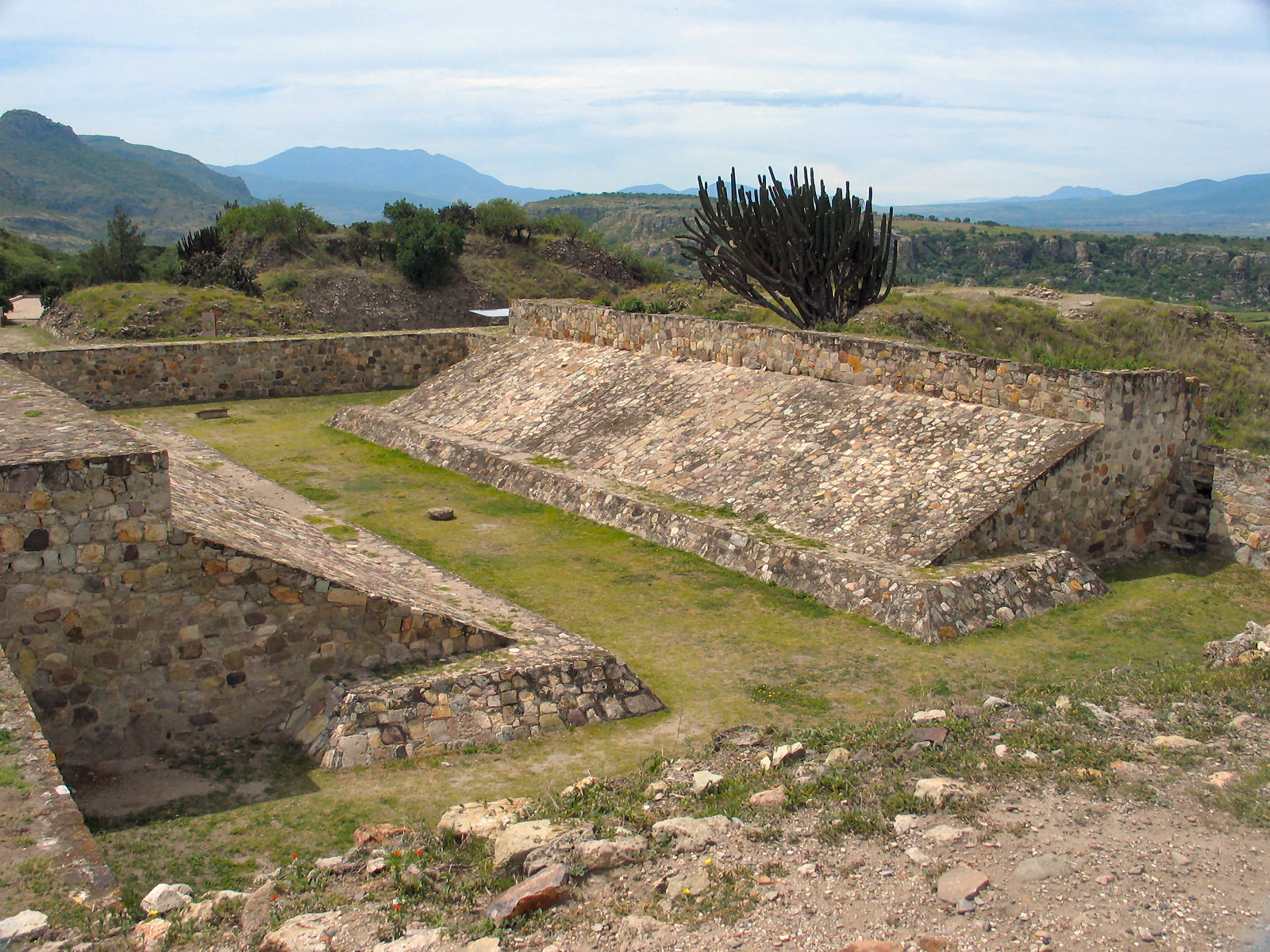
Cancha de pelota Yagul
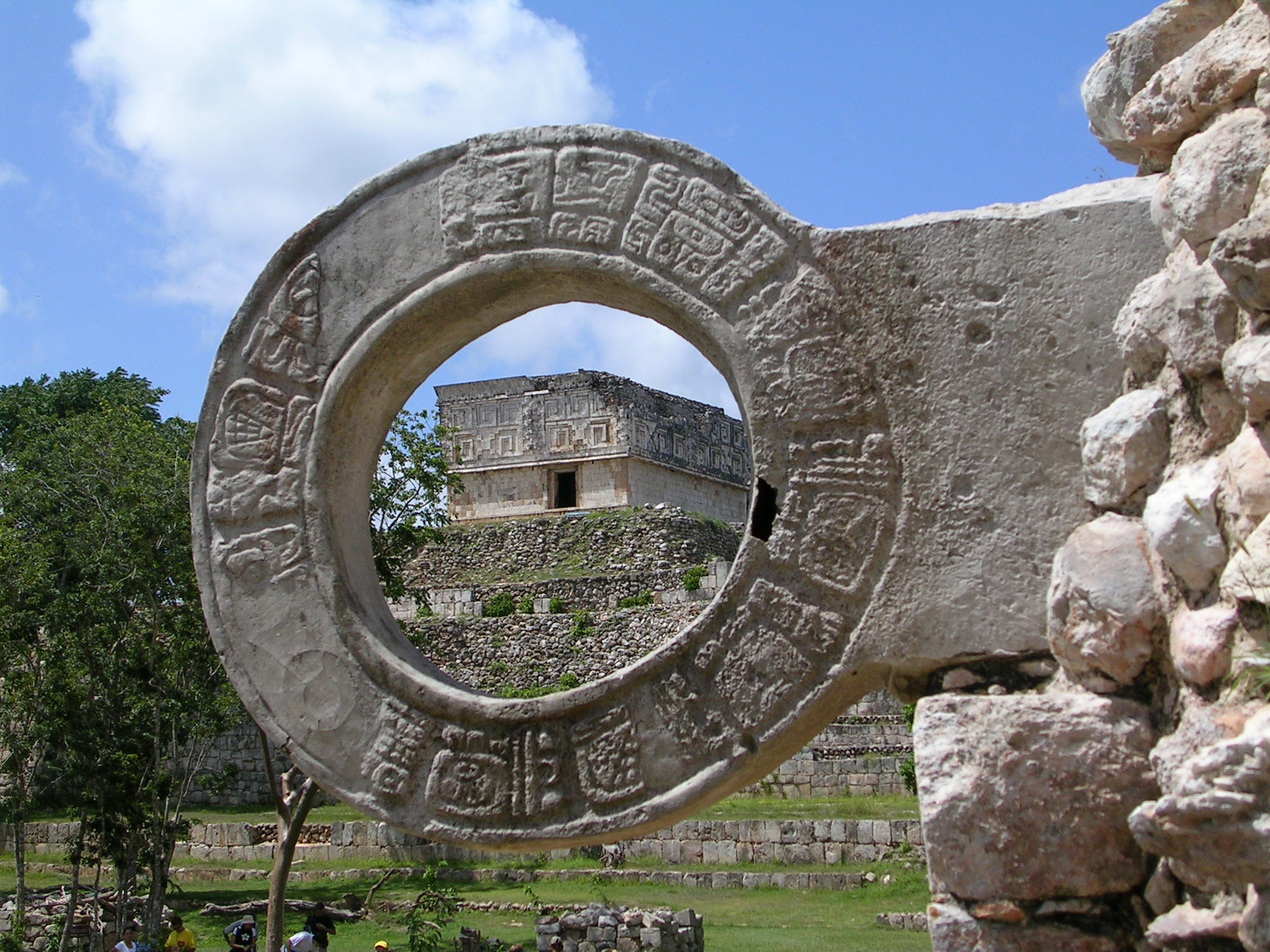
Campo poc-ta-tok,[N 8] México